# Алі Шаукат
Алі Шаукат (6 жовтня 1897 — 25 лютого 1960) — індійський хокеїст на траві.
Олімпійський чемпіон 1928 року.